# In De Gloria
In De Gloria (sr. U slavu) je bio belgijski (flamanski) satirični program koji je emitovan na televiziji Kanvas tokom 2000. i 2001..
Epizode su se sastojale od skečeva u kojim bi "reporteri" pravili priloge o životnim pričama.
Kod nas je poznat skeč "Bumerang" u kojem se voditelj smeje nekontrolisano gostima u studiju kojima su tokom operacija doktori greškom uklonili ili oštetili organe. Voditelj se posebno smeje osobi čije su glasne žice presečene tokom operacije.

## Spoljašnje veze
- Zvanični sajt
- In De Gloria na IMDB
- Skeč "Bumerang" (ceo sa titlovima na engleskom)
- Teksta na flamanskom o skeču Bumerang koji je prikazan na tok šou Džej Leno kao da je istiniti događaj